# 南部町立杉沢小学校
南部町立杉沢小学校（なんぶちょうりつ すぎさわしょうがっこう）は、青森県三戸郡南部町杉沢にあった公立小学校。児童数は25名（2021年現在）。

## 概要
旧福地村の一部を学区とする。主な進学先は、学区内の南部町立杉沢中学校である。

## 沿革
- 1876年（明治9年） - 樺木・杉ノ沢・埖渡3村聯合の埖渡（ごみわたり）小学として発足[2]。
- 1880年（明治13年）3月 - 杉ノ沢村字木戸口に移転、埖渡小学校として創立[3]。
- 1886年（明治19年）4月 - 小学校令により、埖渡尋常小学校と改称。埖渡簡易小学校3村聯合より、分離独立。
- 1890年（明治23年）10月1日 - 田部村立杉沢尋常小学校と改称。
- 1891年（明治24年）
  - 7月 - 法師岡・埖渡の2簡易小学校を併合。
  - 10月 - 法師岡簡易小学校を分離。
- 1892年（明治25年）1月 - 埖渡尋常小学校を分離。
- 1902年（明治35年）12月 - 校舎新築。
- 1939年（昭和14年） - 校舎改築。
- 1941年（昭和16年）4月1日 - 国民学校令により、杉沢国民学校と改称。
- 1947年（昭和22年）4月1日 - 学校教育法により、田部村立杉沢小学校と改称。同日、杉沢中学校を併置し、高等科生を中学校に移籍。
- 1955年（昭和30年）4月1日 - 昭和の大合併により、福地村立杉沢小学校と改称。
- 1964年（昭和39年）4月13日 - 新校舎落成。
- 1966年（昭和41年）
  - 11月x日 - 校歌制定。
  - 11月14日 - 体育館落成。
- 1979年（昭和54年）3月 - 創立100周年記念式典。
- 2000年（平成12年）10月18日[4] - 新校舎落成。同月 - 新校舎落成記念式典挙行。
- 2006年（平成18年）1月1日 - 平成の大合併により、南部町立杉沢小学校と改称。
- 2012年（平成24年）4月 - 複式学級（2・3年）。
- 2015年（平成27年）4月 - 複式学級（1・2年(低学年)、3・4年(中学年)、5・6年(高学年)）。
- 2022年（令和4年）10月29日 - 閉校式典挙行[5]。
- 2023年（令和5年）3月31日 - 福地地区の小学校統合により閉校[6][7]。

## 部活動
- サッカー部
- 卓球部

## 学区
椛木、杉沢、法師岡（字山ノ外）。

## 出身著名人
- 坂本勉 - 1984年ロサンゼルスオリンピック自転車競技銅メダリスト

## アクセス
- 南部町多目的バス椛木線「杉沢」バス停から、徒歩約280m・約5分。
- 南部町多目的バス椛木線・南部バス八戸 - 苫米地駅通線「あけぼの団地入口」バス停から、徒歩約360m・約5分。
- 青い森鉄道青い森鉄道線苫米地駅から、
  - 徒歩で「苫米地駅通」バス停まで移動し、
    - 上述の南部町多目的バス椛木線で、「杉沢バス停」まで26分、「あけぼの団地入口バス停」まで23分、バス下車後徒歩。
    - 上述の南部バス八戸苫米地駅通線で、「あけぼの団地入口バス停」まで10分、バス下車後徒歩。

  - 車で約5.6km・約11分。

## 周辺
- 青森県道225号中野北高岩停車場線
- 南部町立杉沢中学校 - 主な進学先であったが、本校と同じ日に廃校となった。
- あけぼの団地
- あけぼの研修センター